# Агресивність ґрунтів
Агресивність ґрунтів (від лат.Aggredior, aggressus — нападати, напад) — в інженерній геології розглядається в двох аспектах: у широкому — під нею розуміють негативний вплив ґрунтів на компоненти природно-технічних систем, що викликає їх руйнування; у вузькому сенсі — негативний хімічний, біотичний і фізико-хімічний вплив ґрунтів на будівельні матеріали інженерних споруд, що призводить до їх руйнування. У цьому випадку виділяють, відповідно, хімічну, біологічну та фізико-хімічну агресивність ґрунтів.
Агресивність вологих ґрунтів в першу чергу залежить від складу і концентрації в них розчинних солей. При цьому агресивним є поровий розчин, а руйнування конструкцій протікає по механізму процесів їх руйнування в рідині. З інженерно-геологічної точки зору найважливішими є два типи агресивності розчинів: 1) по відношенню до бетону (цементному каменю); 2) по відношенню до металів.
Агресивність підземних вод по відношенню до бетонних споруд регламентується різними нормативними документами, у тому числі СНиП 2.03.11-85.
Згідно з В. М. Москвіним (1980) виділяється три основних види руйнування (корозії) бетону. До першого виду відносяться процеси, зумовлені розчиненням компонентів цементного каменю. Вони викликаються послідовним вилуговуванням з цементу спочатку найрозчиннішого мінералу — портландиту (Ca(OH)2), а потім — гідросилікатів і гідроалюмінатів. До другого виду відносять процеси, при яких відбуваються хімічні взаємодії; утворюються продукти реакції або легко розчиняються і виносяться з бетону, або відкладаються у вигляді аморфної маси. Найпоширеніший вид цієї корозії — корозія під впливом вуглекислих вод («вуглекислотна агресивність»), що викликають руйнування карбонатної плівки бетонів. У приморських районах широко поширена магнезіальна агресивність. Вона викликається солями (як правило, сульфатами і хлоридами) магнію, що вступають в обмінну реакцію з портландитом, при якій гідроксид магнію випадає в осад у порах і тріщинах бетонної конструкції, а солі кальцію виносяться розчином. До корозії другого роду приводять також кислотні та лужні розчини. Третій вид корозії бетону включає процеси, при розвитку яких в порах бетону відбувається накопичення і кристалізація продуктів реакції зі збільшенням обсягу твердої фази. Вони створюють внутрішні напруги, що ведуть до руйнування бетону (наприклад, «сульфатна агресивність»).
Агресивність ґрунтів по відношенню до металів розглядається окремо у зв'язку з корозійними властивостями ґрунтів.